# Hollywood Music in Media Awards
De Hollywood Music In Media Awards (HMMA) is een prijsorganisatie die originele muziek (song (lied) en score (filmmuziek)) eert in alle vormen van visuele media, waaronder films, televisieprogramma's, computerspellen, trailers, commerciële advertenties, documentaires, videoclips en speciale programma's. De HMMA was de eerste die Outstanding Music Supervision als aanbevolen prijscategorieën opnam. HMMA-nominaties en winnaars waren historisch gezien representatief voor belangrijke prijsuitreikingen die maanden later werden aangekondigd. Het jaarlijkse HMMA-hoofdevenement, dat doorgaans de week voor Thanksgiving wordt gehouden, biedt optredens met livemuziek, presentatoren van beroemdheden, eerbetoon aan iconen uit de muziekindustrie en prijzen voor componisten, songwriters en artiesten. De HMMA viert ook opkomende, onafhankelijke artiesten en muziekbeïnvloeders van over de hele wereld voor creatieve en innovatieve bijdragen.

## Categorieën
- Original Score — Feature Film
- Original Score — Independent Film
- Original Score — Animated Film
- Original Score — Sci-Fi/Fantasy Film
- Original Score — Horror Film
- Original Score — Documentary
- Original Score — Independent Film (Foreign Language)
- Original Score — TV Show/Limited Series
- Original Score — Short Film (Animated)
- Original Score — Short Film (Documentary)
- Original Score — Video Game
- Original Song/Score — Mobile Video Game
- Original Song/Score — Trailer
- Original Song — Feature Film
- Original Song — Independent Film
- Original Song — Animated Film
- Original Song — Documentary
- Original Song — TV Show/Limited Series
- Original Song — Video Game
- Original Song/Score — Commercial Advertisement
- Original Song — Short Film
- Original Song – Onscreen Performance
- Music Supervision — Film
- Music Supervision — Television
- Music Supervision — Video Game
- Music Documentary/Special Program
- Educational/Entertainment Exhibits or Theme Park Rides
- Main Title Theme — TV Show/Limited Series
- Main Title Theme — TV Show (Foreign Language)
- Music Video (Independent)
- Live Concert for Visual Media